# Supercoppa d'Europa 1983-1984 (hockey su pista)
La Supercoppa d'Europa 1983-1984 è stata la 4ª edizione dell'omonima competizione europea di hockey su pista. Alla manifestazione hanno partecipato gli spagnoli del Barcellona, vincitore della Coppa dei Campioni 1982-1983, e la formazione portoghese dello Porto, vincitore della Coppa delle Coppe 1982-1983.
A conquistare il trofeo è stato il Barcellona al quarto successo nella sua storia.

## Squadre partecipanti
| Club       | Qualificazione                     | Partecipazioni precedenti (il grassetto indica la vittoria) |
| ---------- | ---------------------------------- | ----------------------------------------------------------- |
| Barcellona | Detentore della Coppa dei Campioni | 1980-1981, 1981-1982, 1982-1983                             |
| Porto      | Detentore della Coppa delle Coppe  | 1982-1983                                                   |

## Risultati
| Squadra 1 | Totale | Squadra 2  | Andata | Ritorno |
| --------- | ------ | ---------- | ------ | ------- |
| Porto     | 9 - 14 | Barcellona | 4 – 3  | 5 – 11  |

| Porto 17 novembre 1983 Finale di andata | Porto | 4 – 3 | Barcellona |  |

| Barcellona 29 novembre 1983 Finale di ritorno | Barcellona | 11 – 5 | Porto | Palau Blaugrana |